# Municipio de Springfield (condado de LaPorte)
El municipio de Springfield (en inglés: Springfield Township) es un municipio ubicado en el condado de LaPorte en el estado estadounidense de Indiana. En el año 2010 tenía una población de 4045 habitantes y una densidad poblacional de 46,75 personas por km².

## Geografía
El municipio de Springfield se encuentra ubicado en las coordenadas 41°43′13″N 86°45′39″O / 41.72028, -86.76083. Según la Oficina del Censo de los Estados Unidos, el municipio tiene una superficie total de 86.52 km², de la cual 86.22 km² corresponden a tierra firme y (0.35%) 0.3 km² es agua.

## Demografía
Según el censo de 2010, había 4045 personas residiendo en el municipio de Springfield. La densidad de población era de 46,75 hab./km². De los 4045 habitantes, el municipio de Springfield estaba compuesto por el 93.75% blancos, el 2.52% eran afroamericanos, el 0.42% eran amerindios, el 0.59% eran asiáticos, el 0.1% eran isleños del Pacífico, el 0.84% eran de otras razas y el 1.78% pertenecían a dos o más razas. Del total de la población el 2.52% eran hispanos o latinos de cualquier raza.